# Alto Feliz
Alto Feliz là một đô thị thuộc bang Rio Grande do Sul, Brasil. Đô thị này có diện tích 79,204 km², dân số năm 2007 là 2934 người, mật độ 37,04 người/km².